# Botryobasidium flavescens
Botryobasidium flavescens é uma espécie de fungo pertencente à família Botryobasidiaceae.